# Mujeres de la vida
Mujeres de la vida (en francés, Filles de joie) es una película dramática belga de 2020 dirigida por Frédéric Fonteyne y Anne Paulicevich. Fue seleccionada como la entrada belga a la Mejor Película Internacional en la 93.ª edición de los Premios Óscar, pero no fue nominada.
En la 11.ª entrega de los Premios Magritte, Working Girls fue nominada a tres premios, incluyendo Mejor Película y Mejor Guion para Paulicevich.

## Sinopsis
Tres prostitutas que trabajan en la frontera entre Bélgica y Francia entierran un cadáver.

## Reparto
- Sara Forestier como Axelle
- Noémie Lvovsky como Dominique
- Annabelle Lengrone como Conso
- Nicolás Cazalé como Yann
- Jonas Bloquet como Jean-Fi
- Sergi López como Boris
- Gilles Remiche como Marc